# Забрањено пушење
Забрањено пушење је босанскохерцеговачка и некадашња југословенска рок и панк група основана у Сарајеву 1980. године. Музички стил групе углавном се препознаје као посебан гаражни рок звук са утицајима народне музике, често с иновативном продукцијом и сложеним приповедањем. Група сада има пет чланова, а то су саоснивач групе, певач и гитариста Давор Сучић, дугогодишњи бубњар групе Бранко Трајков, гитариста Тони Ловић, бас-гитариста Дејан Орешковић, те виолиниста и клавијатуриста Роберт Болдижар.
Забрањено пушење се формира супротно од тада преовлађујућег југословенског панк рока и новог таласа, уско повезано са културним покретом нови примитивизам и радио и ТВ сатирично-хумористичком емисијом Топ листа надреалиста. Током 1980-их година група је била једна од најзначајнијих музичких појава на простору некадашње Југославије; имали су изузетно посећене концерте и продали су на стотине хиљада плоча. Много пута су дошли у невоље са комунистичким властима због своје, обично благе и симпатичне критике социјалистичког система и навике отварања питања која су у то време била осетљива. Први састав групе, у почетку познате као Псеудоблуз бенд Забрањено пушење, чинили су гитариста Давор Сучић (Сејо Сексон) и певач Ненад Јанковић (Неле Карајлић), бубњари Зенит Ђозић (Зена/Фу-До) и Предраг Ракић (Шеки Гаyтон), бас-гитариста Младен Митић, клавијатуристи Дражен Јанковић (Сеид Мали Карајлић) и Зоран Деган, саксофониста и флаутиста Огњен Гајић и гитариста Мустафа Ченгић (Мујо Снажни). Њихов дебитантски студијски албум Дас ист Валтер (1984), у почетку објављен у малом тиражу а на крају продан у 100.000 примерака, поставио је рекорд за прекорачење почетног издања за 30 пута. Њихов следећи албум Док чекаш сабах са шејтаном (1985), такође у издању загребачког Југотона, бојкотовали су главни медији због проблема са комунистичким властима и познатог случаја "Црк'о Маршал". Године 1986. Ракић, Митић и Ченгић одлучују да напусте групу, а придружују им се бубњар Фарис Араповић, бас-гитариста Дарко Остојић (Минка), гитариста Предраг Ковачевић (Ковалски) и клавијатуриста Јадранко Џихан. Током друге половине осамдесетих година група је са новом поставом објавила два албума, Поздрав из земље Сафари (1987) и Мале приче о великој љубави (1989) у издању сарајевског Дискотона.
Током 1992. године, с почетком Рата у Босни и Херцеговини, Ненад Јанковић се сели у Београд где наставља каријеру са саставом под именом Неле Карајлић & Забрањено пушење (касније Емир Кустурица & Но смокинг оркестра), а Сучић и други чланови се поново окупљају у Сарајеву и користећи изворно име настављају рад групе објављујући пети студијски албум Филџан вишка (1997) са промењеном поставом. Састав током 1990-их поред Сучића чине и вођа новог примитивизма Мирко Срдић (Елвис Џеј Куртовић), певач Марин Градац, гост са албума из 1987. Предраг Бобић (Блека), гитариста Сејо Ково и виолиниста Бруно Урлић. Након једног привременог бубњара, Бранко Трајков долази у групу 1996. године. Овај састав је снимио и шести албум Агент тајне силе (1999). Године 2000. Срдић, Ково и Градац напустили су групу док се гитариста и продуцент Драгомир Херендић придружио и наступио на њиховом наредном албуму Бог вози Мерцедес (2001). Пет година касније излази нови дупли албум Ходи да ти чико нешто да (2006). Средином 2000-их, Херендић, Бобић и Урлић су одлучили да напусте Забрањено пушење, а гитариста Тони Ловић, басиста Дејан Орешковић и виолиниста Роберт Болдижар долазе на њихова упражњена места. Девети студијски албум групе Музеј Револуције (2009) објављен је на исти дан у готово свим бившим југословенским републикама на годишњицу Октобарске револуције. Група је објавила свој јубиларни десети студијски албум, Радови на цести, 2013. године. Једанаести студијски албум Шок и невјерица објављен је у 2018. години.

## Историја групе

### Прве године (1980–1983)
Оно што ће на крају постати Забрањено пушење започели су 1979. године тада 16-годишњи Ненад Јанковић (касније постао познат као Др Неле Карајлић) и 18-годишњи Давор Сучић (касније Мр Сејо Сексон), два пријатеља и комшије који су заједно похађали Другу гимназију у Сарајеву, а живели у истој стамбеној згради у улици Фуада Миџића у сарајевском насељу Кошево. Увелико заљубљени и дубоко уроњени у рокенрол, двојац је апсорбовао различите музичке утицаје у Југославији и из иностранства док су очајнички покушавали да достигну основни ниво техничке вештине на својим инструментима. У тој фази Јанковић је свирао клавир а Сучић гитару. Сучић и Јанковић убрзо шире поставу групе довођењем Огњена Гајића, још једног пријатеља из насеља, који је већ имао основна знања стечена похађањем музичке школе. Будући да су све три члана групе, неформално познате као Псеудоблуз бенд, живела са својим родитељима — тако су се и пробе одржавале у становима њихових родитеља. Након неког времена, Сучић за бубњара бенда доводи Зенита Ђозића (у почетку познат као Зена, касније као Фу-до), новог колегу из Друге гимназије који се преселио из Бугојна у Сарајево.
У јесен 1980. године група је добила још једног новог члана, гитаристу Мустафу Ченгића (Муче или Мујо Снажни), који опет доводи Младена Митића (Муња или Митке) који је свирао бас-гитару. Тих година групу су повремено пратили и Мирко Срдић (касније постао познат као Елвис Џеј Куртовић), Зоран Деган, Борис Шибер, Самир Ћеремида итд. Крајем 1980. године састав је успео ући у програм Желимира Алтараца "Чичка" који је организовао представљање нових музичких нада у Дому младих у Сарајеву. Овај догађај, одржан под мантром "Нове наде, нове снаге", био је први јавни наступ групе која ту наступа под називом "Псеудоблуз бенд Забрањено пушење". Након неког времена, бришу први део назива и настављају да користе само назив "Забрањено пушење". Њихова прва снимка, песма "Пензионери на море иду зими", направљена је за Радио Сарајево почетком осамдесетих година. Од маја 1981. године Јанковић и неколико чланова групе додатно су се укључили у Топ листу надреалиста, емисију на радију која се седмично емитовала као део Примус програма на другом каналу Радија Сарајево.

### Пробој и све већа популарност у Југославији (1984–1989)
Забрањено пушење је наступало по сарајевским клубовима две године пре него што су у јесен 1983. године почели са снимањем првих песама за свој дебитантски албум. Процес снимања песама, у скромном студију продуцента "Паше" Феровића, трајао је седам месеци пре него што је у априлу 1984. године објављен албум Дас ист Валтер. Загребачки Југотон албум прво издаје у само 3.000 примерака, што је јасно указивало на изразито ниска тржишна очекивања. У том моменту постава групе је нешто промењена, клавијатуриста је Ненадов млађи брат Дражен Јанковић (Сеид Мали Карајлић) док је бубњар Предраг Ракић (Шеки Гајтон). Иако је албум био објављен у малом тиражу, коначни број проданих примерака од 100.000 поставља рекорд за прекорачење почетног тиража; за 30 пута је премашен први тираж. Група 1984. године креће на концертну турнеју од 60 концерата по највећим дворанама у некадашњој Југославији и врло брзо постају највећа рок атракција након само једног објављеног албума.
Током споменуте турнеје, на концерту одржаном 27. новембра 1984. године у Ријеци Ненад Јанковић је рекао, говорећи о појачалу које се у том моменту покварило, "Црк'о Маршал... мислим на појачало", што је препознато као пошалица на рачун смрти Маршала Тита. Овај догађај је довео групу у невоље. Медији су их критиковали, а кампања против њих довела је до отказивања концерата и уклањања Топ листе надреалиста из телевизијског програма. Скандал је чак привукао пажњу и УДБА-е. Спасили су их неки од водећих либералних интелектуалца, као и часописи попут Полета, Младине и Слободне Далмације који су подигли свој глас у одбрану чланова групе тако да се та афера завршава без затворских казни.
У таквој атмосфери, група је снимила своју другу, двоструку плочу Док чекаш сабах са шејтаном у загребачком СИМ студију, који је објављен у јулу 1985. године. Албум је добио признање јавности и критичара, али бојкотовали су га медији. Промотивна турнеја имала је великих потешкоћа због страха организатора и енормног присуства полиције, као последица Маршалове афере. Упркос неколико врхунских концерата, као што су они у Хали Пионир у Београду, Пољуду у Сплиту или Дому спортова у Загребу, као и десецима хиљада продатих улазница, турнеја је имала прилично разочаравајући завршетак јер су групу напустили Предраг Ракић и Мустафа Ченгић у потрази за сигурнијом егзистенцијом. Крајем 1986. године групу је напустио и басиста Младен Митић док су радили на трећем студијском албуму.
Остатак групе радио је на новом албуму те је полако саставио нову поставу с бубњаром Фарисом Араповићем и гитаристом Предрагом Ковачевићем (Кова или Ковалски) као и басистом Емиром Кустурицом. У то време Кустурица је био познати филмски режисер који је освојио Златну палму на Канском филмском фестивалу 1985. године за филм Отац на службеном путу, а био је и номинован за Оскара за најбољи страни филм. Ова освежена постава у сарадњи с неким студијским музичарима, као што су басиста Предраг Бобић и пратећи вокали Јадранко Џихан и Дарко Остојић, 1987. године објављује нови албум Поздрав из земље Сафари у издању сарајевског Дискотона. Дискотонови уредници су имали неке примедбе, тако да је песма "Наш приједлог за Еуровизију" морала да биде преименована будући да је садржавала коментаре о депресивном стању привреде и недостатку слободе изражавања. Албум је поново укључивао бројне хит песме, као што су "Пишоња и Жуга", "Хаџија или бос", "Фикрета", "Дан Републике", тако да је вратио Забрањено пушење у сам врх домаће рок сцене. Сам албум је снимљен у Сарајеву, а миксан у Лондону, док је продуцент био Свен Рустемпашић, Сарајлија који живи у Сијетлу. Пратећа турнеја, која је укључивала 87 концерата, била је највећа турнеја групе до тада. Група наступа у градовима који до тада нису никад имали прилику видети концерт Забрањеног пушења уживо. Турнеја је била пресудна за стицање најширег круга публике и лансирала је групу у круг највећих домаћих рок имена, раме уз раме са Азром, Бијелим дугметом и Парним ваљком. У јануару 1988. године група добија "Златну плочу" за продатих 100.000 примерака. Групу напушта Кустурица због снимања свог новог филма Дом за вешање.
У октобру 1988. године група је објавила свој четврти албум под називом Мале приче о великој љубави. Песме је углавном написао и продуцирао Сучић. На албуму су гостовали и оперска певачица Соња Миленковић, виолиниста Дејан Спаравало, као и Горан Бреговић као пратећи вокал и гитариста. Албум је остварио просечан успех. Група креће на турнеју са Топ листом Надреалиста и групом Бомбај штампа, такође једним од пионира Новог примитивизма. Програм је комбинација театра и рокенрола и остварен је по Сучићевој идеји. На 60-ак концерата програм је гледало преко 200.000 посетилаца, а турнеја је проглашена најуспешнијом турнејом на естради 1989. године, оставивши иза себе чак и таква имена као што су Бијело дугме и Лепа Брена.

### Политичка неслагања, распад групе и прелазни период (1990–1995)
Однос између водећег двојца групе Давора Сучића и Ненада Јанковића, постаје све хладнији почетком 1990. године, нарочито за време велике турнеје са Бомбај штампом и Топ листом надреалиста тако да је турнеја, иако изузетно комерцијално успешна, само погоршала њихов разломљени пословни и пријатељски однос. Група стаје са радном крајем лета 1990. године када Сучић обавештава Јанковића како више није заинтересован за сарадњу са њим. Тако су Сучић као и Дарко Остојић и Фарис Араповић напустили групу, више због различитих погледа на визију групе него због разлика у политичким погледима на југословенско политичко вођство с краја 1980-их. У то време, Сучић и Остојић раде на самосталном пројекту за Дискотон, али тај студијски албум није објављен због почетка Рата у Босни и Херцеговини. Араповић се придружио сарајевском алтернативном рок бенду Сиктер.
С почетком рата у априлу 1992. године Јанковић се сели у Београд где наставља каријеру са саставом под именом Неле Карајлић & Забрањено пушење (касније преименован у Но смокинг оркестра), док у опкољеном Сарајеву остају Сучић, Мирко Срдић, Зенит Ђозић, Борис Шибер и дизајнер омота албума Забрањеног пушења Срђан Велимировић, те покрећу ратно издање Топ листе Надреалиста. Крајем јуна исте године Топ листа Надреалиста почиње да ради 15-минутне радио-емисије. У августу 1993. године, након 50 радијских емисија, група снима и емитује четири телевизијске епизоде. Са доласком струје у Сарајеву Топ листа Надреалиста почиње са сценском, музичком и видео продукцијом. Сучић је продуцирао музику за ТВ серију и позоришну представу ТЛН лајв, коју је на бесплатним наступима видело 20.000 Сарајлија. Након рата, Сучић се преселио у Загреб, где је живео неко време. Касније се вратио у Сарајево и заједно са Срдићем, који је током осамдесетих повремено радио на песмама групе те гостовао на концертима, обновио Забрањено пушење. Након поновног спајања групе 1996. године Срдић и Сучић паралелно с припремањем албума раде и на наступима Топ листе Надреалиста, која након ратног искуства у БиХ па све до 1998. године ради преко 300 наступа по БиХ, Хрватској, Словенији, Немачкој, Аустрији, Данској и Швајцарској под покровитељством Америчке агенције за међународни развој.

### Нови почеци на подручју некадашње Југославије (1996–2001)
Године 1996. Сучић и Срдић заједно са чланова пратећег бенда Топ листе Надреалиста и њеним члановима као што су Сејо Ково, Ђани Перван, Душан Вранић и Самир Ћеремида постају језгра нове поставе Забрањеног пушења. У то време група ради на свом новом студијском албуму. Тако се пети албум Забрањеног пушења Филџан вишка издаје 1997. године у издању Далас рекордса и Нимфа саунда. Сучић је уз помоћ Срдића написао све песме те продуцирао албум. Са овог албума представљена су четири сингла, и то "Можеш имат' моје тијело", "Миле Хашишар", "Пубертет" и насловна песма "Филџан вишка" за које су снимљени и спотови које су продуцирали сами чланови групе. Продукцијско искуство из ТЛН-а показало се драгоценим у снимању спотова, који бивају врло добро оцењени у Хрватској, БиХ и Словенији где је група редовно наступала. На промотивној турнеји су поред споменутих Сучића и Срдића суделовали и Предраг Бобић, Зоран Стојановић, Неџад Поџић, Марин Градац, Бруно Урлић и Бранко Трајков, а повремено и Самир Ћеремида и Ђани Перван. Иста постава је 1998. године реализова и први уживо концертни албум Хапси све!, снимљен 17. октобра 1997. године у загребачком Дому спортова са Дариом Витезом, новим менаџером групе, у улози организатора концерта и извршног продуцента албума.
Почетком 1999. године, непосредно након завршетка промотивне турнеје за Филџан вишка, започело је писање песама за следећи албум хрупе у Олимпијском центру Бјелоласица у Горском котару. Албум Агент тајне силе је снимљен у Рентакау студију у Амстердаму, Холандија, у марту 1999. године, а продуцирали су га Сучић и Златко "Џеф" Хаџић. Агент тајне силе објављен је у јуну 1999. у издању ТЛН-Еуропа, независне издавачке куће коју је основао Сучић. Са албума су избачена четири сингла; "Пос'о, кућа, биртија", насловни "Агент тајне силе", "Југо 45" и "Пупољак". Трећи сингл са албума, песма "Југо 45" одмах је засела на највиша места топ листа хитова у БиХ и Хрватској. Група је одмах по изласку албума кренула на промотивну турнеју у саставу: Сучић, Срдић, Градац, Бобић, Урлић, Драгомир Херендић и Трајков. Међутим, напорни ритам турнеје као и друге обавезе врло брзо доводе до тога да групу напуштају Градац и Срдић. Градац завршава Музичку академију у Сарајеву и придружује се оркестру Радија Сарајева, док је Срдић почео писати свој самостални албум.
Почетком 2000. године група поново одлази на Бјелоласицу где организује привремени студио те у месец дана, у властитој продукцији, припрема материјал за наредни албум Бог вози Мерцедес. У међувремену, група је добила новог члана, ударкаљаша Албина Јарића, познатијег као Џими Раста, који је раније радио са познатим музичарима као што су Дејв Стјуарт и Ерик Клептон. Нови албум Бог вози Мерцедес је сниман у импровизованим студијима у Бјелоласици и Иванић-Граду од марта до јуна 2001. године. Албум је био замишљен као одмак од великих музичких пројеката тако да се није очекивало да ће то да постане најпродаванији албум Забрањеног пушења након рата, који се продао у више од 35.000 примерака. Албум је објављен у децембру 2001. године у издањима ТЛН-Еуропа и Менарта. Сучић је написао и продуцирао четири спота, од укупно шест објављених. За песму "Аризона дрим" група је освојила награду Даворин за најбољу рок песму 2002. године. Концертна турнеја групе за промоцију њиховог седмог студијског албума имала је 250 концерата.
Године 2001. чланови групе учествују у једном друштвено-одговорном пројекту у којем су организовали музичке радионице за децу и младе који су били жртве мина. Пројекат су подржале амбасаде Канаде, Норвешке и САД у Загребу.

### Наставак успеха (2002–2011)
Забрањено пушење је 2002. године отишло на северноамеричку турнеју на којој је 26. маја снимило свој други лајв албум на концерту у Сент Луису. Године 2004. група је објавила лајв албум Лајв ин Сент Луис. За промоцију албума снимљена су два нова музичка спота: "Зеница блуз" и "Посљедња оаза (Фикрета)", од којих је спот за песму "Зеница блуз", велики хит 1980-их, објављен тачно 20 година по објављивању ове песме. Музички спот је снимљен у затвору у Зеници. Круна овог периода је наступ на фестивалу Башчаршијске ноћи у Сарајеву, где на отвореном концерту Забрањено пушење свира пред 15 хиљада људи, за који су били и награђени. Током 2004. године Албин Јарић, Бруно Урлић и Драгомир Херендић напустили су групу због других обавеза. Јарић се посветио породичном животу у Крању, у Словенији. Херендић завршава свој музички студио у Иванић-Граду и усмерава се на своју продуцентску каријеру. Урлић је преузео вођење македонског етно састава Езерки & 7/8 из Загреба, и ради као студијски музичар и музички продуцент.
У кратком временском периоду без гитаристе и виолинисте, Сучић, Трајков и Бобић отпочињу писање и рад на скицама оног што ће за три године да прерасте у дупли албум. У кратком времену групи су се придружили виолиниста Роберт Болдижар и гитариста Тони Ловић. Болдижар је у краћем периоду током 1997. године свирао на турнеји док је виолиниста бенда Урлић је био на усавршавању у Паризу. Нова постава почиње са снимањем песама за предстојећи албум те одлази и на кратку турнеју. У међувремену се и клавијатуриста Паул Кемпф прикључио групи. Године 2005. након што се музички продуцент Денис Мујаџић "Деникен" придружио раду на новом албуму, Сучић је добио прилику да напише филмску музику за босанскохерцеговачку акцију-комедију Нафака који излази 2006. године у режији Јасмина Дураковића. На том пројекту група долази у прилику да сарађује и са реномираним музичарима различитих жанрова, као што су Халид Бешлић, Арсен Дедић, Луција Шербеџија и хор Арабеске. 26. јуна 2006. године објављује се песма "Нема више", први сингл с надолазећег албума и саундтрека Нафака, и заседа на 1. место многих радио станица. Сучић је написао ову песму са босанскохерцеговачким писцем Ненадом Величковићем. Шест месеци после, 26. новембра, Забрањено пушење је објавило свој осми студијски албум Ходи да ти чико нешто да, први двоструки албум након Док чекаш сабах са шејтаном из 1985. године.
Иако је концертна турнеја стварно била успешна као и ранијих година, период после издања албума 2006. године, и поред аустралијске турнеје и концерата у Паризу и Лондону, групи је донео два велика разочарања, и то отказе значајних концерата у Београду и Сарајеву. Прво се десило отказивање сарајевског концерта као последица незајажљивости људи из управе Сарајевског филмског фестивала који су успели преусмерити спонзорска средства намењена концерту у њихов буџет. Следећи ударац групи била је узурпација концерта 29. новембра од стране бивших чланова групе у Београду, окупљених око састава Но смокинг оркестра. Група је планирала пројекат манифестације Дан Републике са циљем да то постане традиционални термин концерта за београдске фанове.
У септембру 2008. године дугогодишњи басиста Предраг Бобић напустио је групу након опроштајног концерта на загребачком језеру Бундек. Након тога, гитариста Дејан Орешковић, бивши басиста Дивљих јагода, придружио се групи и раду на њиховом надолазећем албуму.
Девети студијски албум Музеј Револуције објављен је 7. новембра 2009. године на 92. годишњицу Октобарске револуције. Албум је објављен истог дана кроз различите издавачке куће у Босни и Херцеговини, Хрватској, Црној Гори, Србији и Словенији. С албума је објављено пет синглова и то: "Модни Гуру", "Кладимо се", "Када Сена плеше", "Твоја боса стопала" и "Самиртајм". У 2011. години Сучић је режирао музички спот за трећи сингл са албума под називом "Када Сена плеше". Био је то његов режисерски деби, а написао је сценарио за тај спот. Група је 25. јуна 2012. године објавила музички спот за "Самир-тајм", који је био пети и последњи сингл с албума Музеј Револуције.

### Десети студијски албум и касније године (2012–данас)
Током 2012. године Сучић и Ловић су написали и продуцирали десет нових песама које су се нашле на десетом студијском албуму. Дана 10. октобра 2013. године објављен је албум Радови на цести у издању Кроација рекордса и Далас рекордса. Албум наилази на већину позитивних критика од стране критичара. Објављује се и шест синглова: "Бошко и Адмира", "Ти волиш сапунице", "Три киле, три године", "У Твоје име", "Класа оптимист" и "Кафана код Кеке".
Дана 28. децембра 2013. године Сучић и Забрањено пушење прославили су 30. годишњицу рада групе са својим фановима на концерту у Скендерији у Сарајеву. У јануару 2016. године групи се придружила саксофонисткиња и флаутисткиња Лана Шкргатић. Као нова чланица групе, Шкргатић се појављује по први пут у музичком споту за пети сингл "Класа оптимист". Клавијатуриста Паул Кемпф одлучио је да напусти групу почетком 2017. године. Током 2017. године група је наступала на новосадском фестивалу Егзит 2017, као и на Београдском фестивалу пива.
Крајем октобра 2018. године, Забрањено пушење је објавило свој једанаести студијски албум Шок и невјерица. Песме су углавном написали и продуцирали Сејо Сексон и Тони Ловић. Гости на албуму су босанска реперка Сасја као и певач и композитор Дамир Имамовић. У новембру 2019. године Лана Шкргатић је изашла из групе и прикључила се једној женској музичкој групи.
У 2020. и 2021. години, током пандемија ковида 19, чланови бенда снимили су 16 нових песама за нови студијски албум. Све песме су написали и продуцирали Сејо Секон и Тони Ловић, док аранжман потписују заједно са осталим члановима групе. Први пут после 15 година паузе сарађују на албуму са Елвисом Ј. Куртовићем, бившим чланом. Тако су у јуну 2020. објавили сингл и спот за песму "Корона хит позитиван", који је рађен у сарадњи са Куртовићем. У априлу 2022. године изашао је трећи уживо албум Лајв ин Скендерија Сарајево 2018. Нови студијски албум, дванаести али и дупли, Карамба!, изашао је 3. јуна 2022. године. Албум је најављен песмом "Екрем", за коју је снимљен и спот, који је поново режирао Томислав Фикет, а у улози Екрема је глумац Асим Угљен.

## Чланови

### Садашња постава
- Давор Сучић – вокал, гитара (1980–1990; 1995–данас)
- Тони Ловић – електрична гитара (2004–данас)
- Дејан Орешковић – бас-гитара (2008–данас)
- Роберт Болдижар – виолина, клавијатуре (2004–данас)
- Бранко Трајков – бубњеви (1996–данас)

### Бивши чланови
| - Фарис Араповић – бубњеви (1987–1990) - Кристина Билуш – пратећи вокал (1999) - Предраг Бобић "Блека" – бас-гитара (1996–2008) - Мустафа Ченгић "Мујо Снажни" – гитара, пратећи вокал (1980–1986) - Самир Ћеремида – бас-гитара (1996–1998) - Зоран Деган – клавијатуре (1980–1983) - Зенит Ђозић "Фу-до" – бубњеви, удараљке, пратећи вокал (1980–1983; 1985) - Јадранко Џихан – клавијатуре (1987–1990) - Огњен Гајић – саксофон, флаута, клавијатуре (1980–1987) - Марин Градац – певач, тромбон (1996–1999) - Драгомир Херендић – гитара (1999–2004) - Дражен Јанковић "Сеид Мали Карајлић" – клавијатуре, пратећи вокал (1980–1981; 1984–1987) - Ненад Јанковић "Др. Неле Карајлић" – вокал, клавијатуре (1980–1990) - Албин Јарић "Џими Раста" – удараљке (2001–2004) | - Паул Кемпф "Паво" – клавијатуре (2005–2017) - Предраг Ковачевић "Ковалски" – гитара (1986–1990) - Сеад Ково – гитара (1996–1999) - Емир Кустурица – бас-гитара (1987) - Младен Митић "Муња" – бас-гитара, пратећи вокал (1980–1986) - Дарко Остојић "Минка" – бас-гитара (1987–1990) - Ђани Перван – бубњеви (1996) - Неџад Поџић – клавијатуре, пратећи вокал (1996–1998) - Предраг Ракић "Шеки Гајтон" – бубњеви (1983–1986) - Мирко Срдић "Елвис Џеј Куртовић" – пратећи вокал (1996–1999) - Зоран Стојановић – електрична гитара (1996–1998) - Бруно Урлић – виолина, виола, клавијатуре, пратећи вокал (1997–2004) - Душан Вранић – клавијатуре, пратећи вокал (1996–1997) - Лана Шкргатић – саксофон, флаута, клавијатуре (2016–2019) |

## Дискографија

### Студијски албуми
- Дас ист Валтер (1984)
- Док чекаш сабах са шејтаном (1985)
- Поздрав из земље Сафари (1987)
- Мале приче о великој љубави (1989)
- Филџан вишка (1997)
- Агент тајне силе (1999)
- Бог вози Мерцедес (2001)
- Ходи да ти чико нешто да (2006)
- Музеј Револуције (2009)
- Радови на цести (2013)
- Шок и невјерица (2018)
- Карамба! (2022)